# Phố St. James

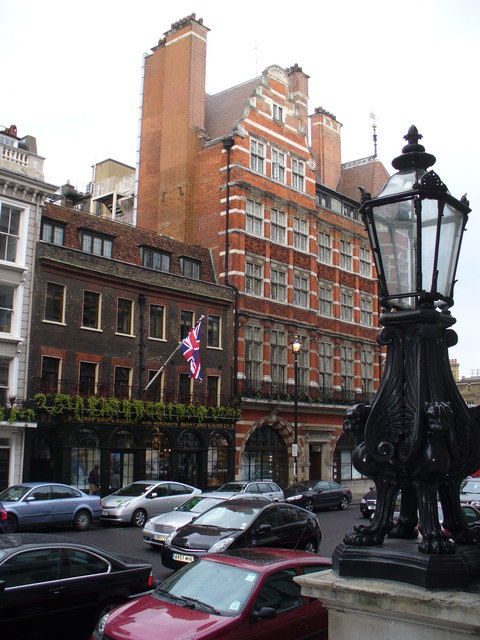
St. James

Phố St. James (hay phố Saint James) là con đường chính thuộc quận St. James, trung tâm Luân Đôn, thủ đô nước Anh. Con phố chạy từ Piccadilly xuống dốc đến Cung điện St James và Pall Mall. Từ năm 1661, đoạn đường ở St. James đã trở thành điểm đến cho ngành bán lẻ xa xỉ. Nhiều cửa hàng sang trọng trên đường ban đầu phục vụ khách hàng từ một số câu lạc bộ tư nhân nổi tiếng nhất của Luân Đôn tọa lạc trên cùng một con phố.
Hiện nay, Phố St. James ở Luân Đôn là nơi dành cho các sản phẩm và dịch vụ hàng đầu.

## Lịch sử

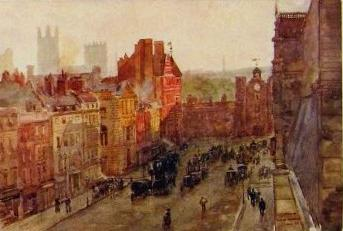
Bản in màu mô tả Phố St. James năm 1890

Năm 1531, vua Henry VIII mua lại Bệnh viện phong St. James. Một hợp đồng thuê của Hoàng thất năm 1552 nói rằng chính mẫu đất của bệnh viện cũ đã được đặt tên đường.
Nửa đầu thế kỷ 17, sự phát triển tại phố St. James có một vài ngôi nhà bên đường.
Năm 1661, Bailiwick của St. James được những người được ủy thác của Henrietta Maria thuê cho những người được ủy thác của Bá tước St. Albans, người trong suốt tám năm tiếp theo đã cho phép hai mươi người thuê mặt đất đối diện với phố St. James. Vào thế kỷ thứ 18, dường như đã có một độ dốc lớn ở cuối phía bắc của đường phố.
Sự nổi tiếng của Phố St. James chủ yếu dựa trên sự liên kết của nó với các câu lạc bộ cà phê và sô cô la trong hai thế kỷ rưỡi đã biến con phố và Pall Mall trở thành điểm hẹn xã hội của giới quý tộc nam tính ở Luân Đôn. Hiệp hội này bắt nguồn từ triều đại của William III, và đặc biệt hơn là vụ hỏa hoạn vào tháng 1 năm 1697-1698 đã tàn phá Cung điện Whitehall và dẫn đến việc loại bỏ Tòa án cho St. James's.
Ngày nay, con đường là địa điểm của một số câu lạc bộ quý ông tư nhân, bao gồm White's, Carlton Club, Boodle's & Brooks's.
Một loạt các ngõ nhỏ ở phía tây của phố St. James dẫn đến một số mặt bằng cực kỳ đắt đỏ nhìn ra hướng Công viên xanh Luân Đôn, bao gồm Biệt thự Spencer và tổ chức Liên đoàn Hoàng gia trên biển (ROSL) ở cuối đường Park Place.
Trạm tàu điện ngầm gần nhất con phố là Công viên xanh Luân Đôn ở phía tây Piccadilly.

## Văn hoá đáng chú ý
Các cảnh quay tại Phố St. James là địa điểm mới cho trụ sở hư cấu của Kingsman: Tổ chức Hoàng Kim trong loạt phim Mật vụ Kingsman vào năm 2017.